# Булатка великоквіткова
Була́тка великоцві́та (Cephalanthera damasonium) — рідкісна багаторічна рослина родини зозулинцеві. Занесена до Червоної книги України, Росії, Червоного списку Німеччини.

## Опис
Трав'яниста рослина 10-60 см заввишки. Кореневище коротке, горизонтальне, розгалужене. Стебло пряме, міцне, в нижній частині вкрите коричневими лускоподібними листками. Зрідка квітконосних пагонів буває декілька (до 10 штук). Листки яйцеподібно-еліптичні, 6,5-10 см завдовжки. Суцвіття колосоподібне, рідке, з 3-8 (зрідка до 20) квіток. Приквітки довгі, листоподібні, нижні вдвічі довші за квітки. Квітки великі, двостатеві, білі. Зовнішні листочки оцвітини 1,7-2 см завдовжки, довгасті або ланцетно-довгасті, внутрішні — 1,4-1,6 см завдовжки, обернено-яйцеподібні. Губа біла, всередині жовта. Зав'язь під час дозрівання розкручується. Плід — коробочка до 20-25 мм завдовжки, 8-12 мм завширшки, з прямими реберцями. Вид мінливий, зокрема відомі форми з жовтуватими, чисто-білими (без жовтих плям) квітами і безхлорофільні. Квітне у травні-липні. Плодоносить у липні-жовтні. Розмножується насінням і вегетативно.
Число хромосом 2n = 36.

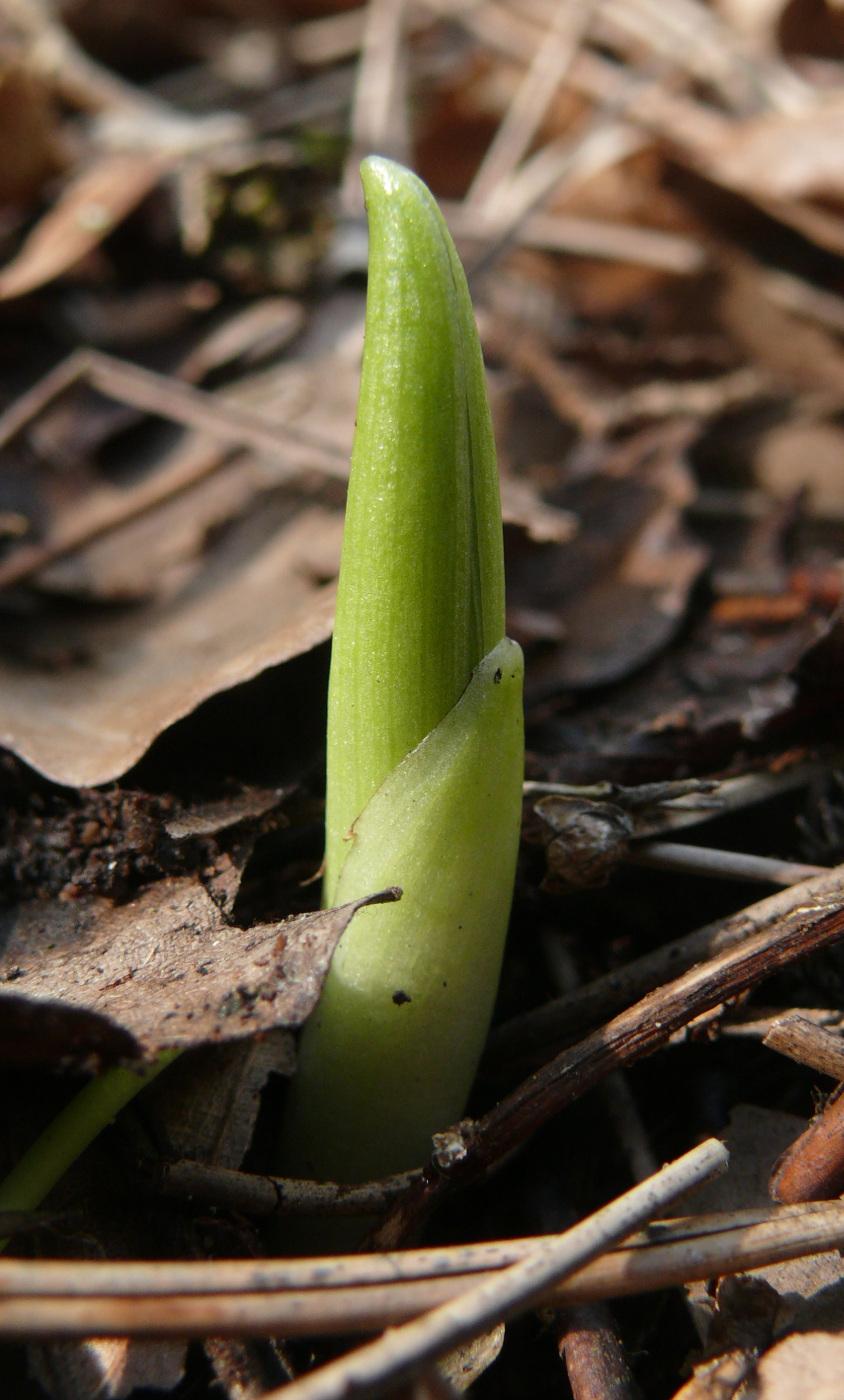
Паросток
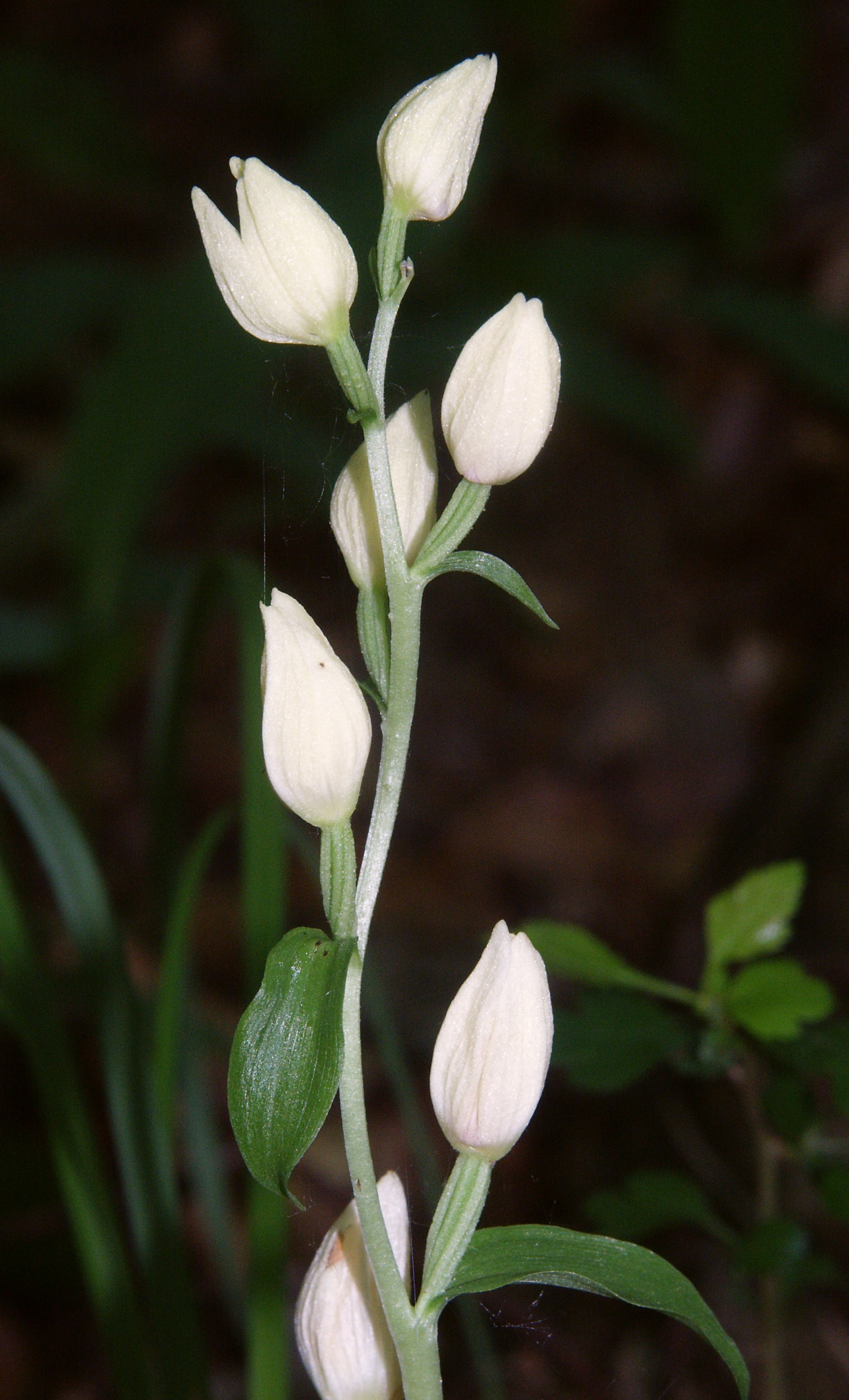
Суцвіття з бутонами
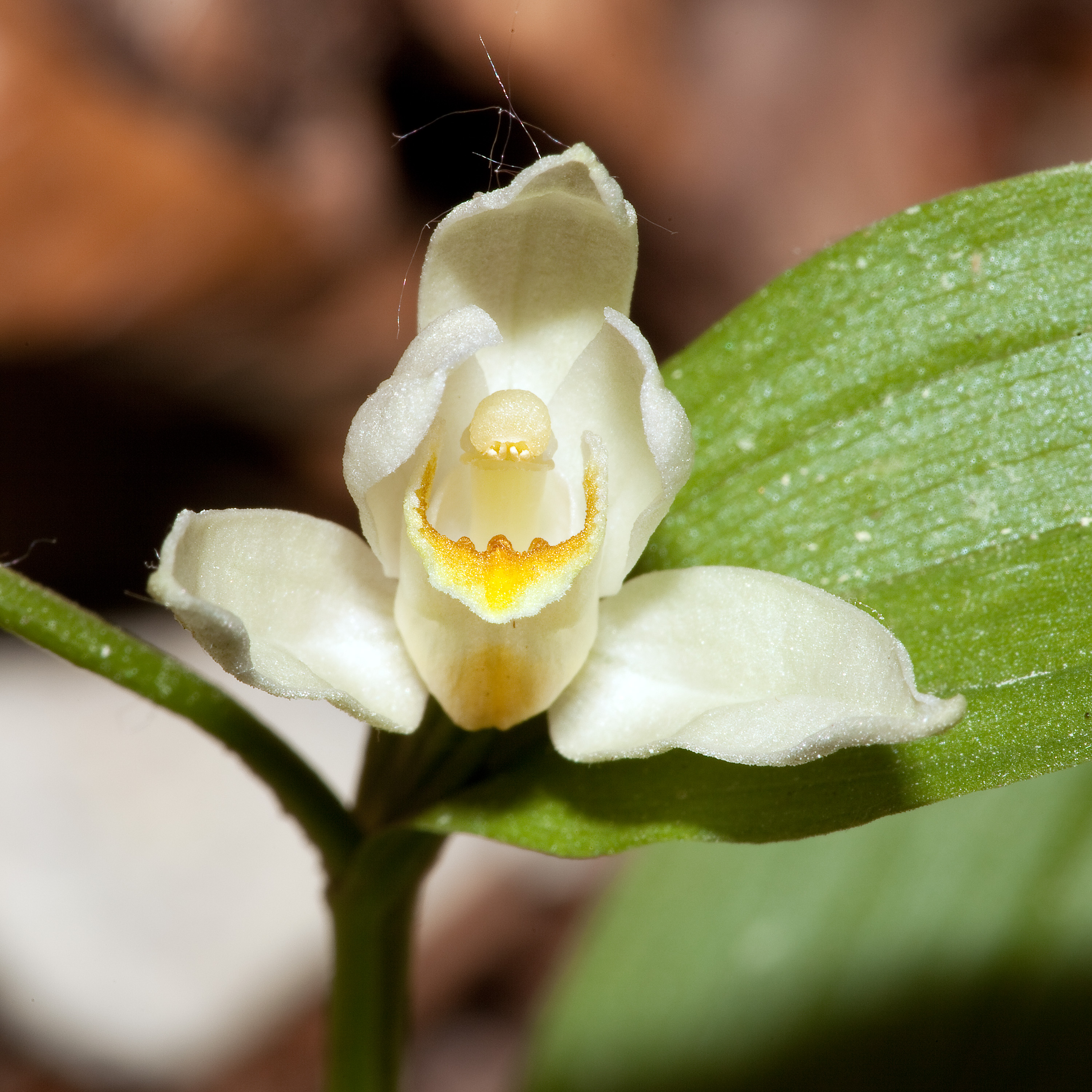
Окрема квітка
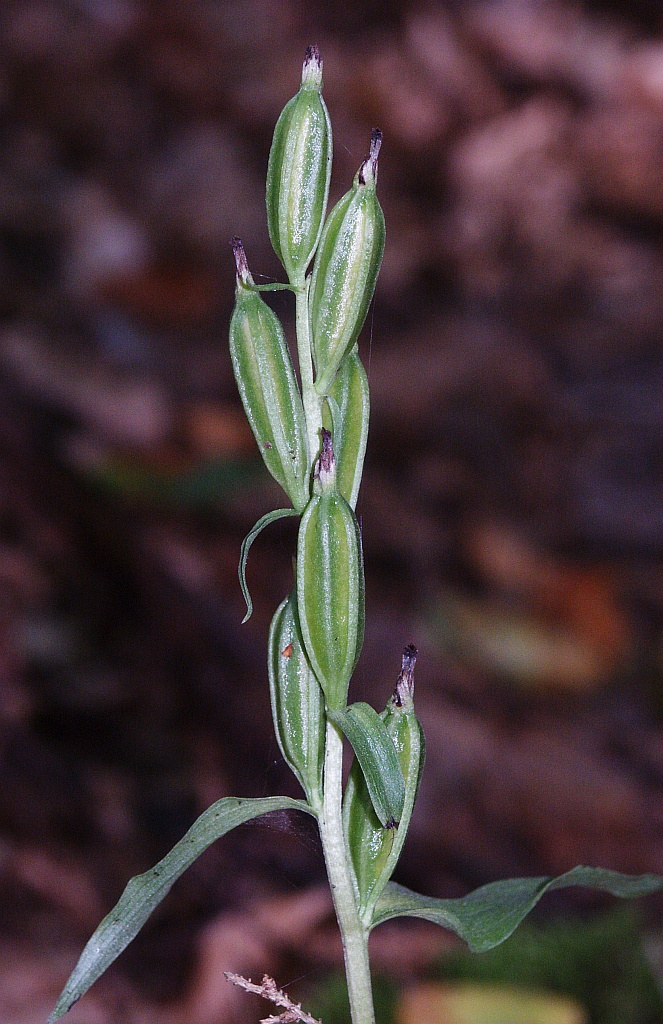
Плоди

## Поширення
Ареал охоплює Малу Азію, Кавказ і Європу — від Середземномор'я до півдня Скандинавії. На території України зустрічається у Карпатах, Поліссі, Західному Поділлі, півдні Криму.

## Екологія
Зростає у хвойних, змішаних та широколистяних лісах, на галявинах та узліссях, на Поділлі дуже часто - вздовж лісових стежок групами по кілька особин. Надає перевагу буковим, рідше — грабово-дубовим та сосновим лісовим формаціям. В горах підіймається до висоти 1500 м.
Булатка великоквіткова віддає перевагу плодючим ґрунтам з середнім рівнем зволоженності та високим вмістом вапна. Квіти запилюються бджолами та джмілями, нерідко відбувається самозапилення. Насіння не містить ендосперму, тому для його проростання необхідно зараження грибом і утворення мікоризи. Від проростання насінини до появи першого листка проходить 9 років. Завдяки мікоризі доросла рослина не надто залежить від фотосинтезу, тому ця орхідея може зростати у дуже затінених місцях, з цієї ж причини можливе існування безхлорофільних особин.

## Значення і статус виду
Рослина є лікарською та декоративною. Вирощується у Національному ботанічному саду ім. М. М. Гришка НАН України. Охороняється у наступних заповідниках: Карпатському, Кримському, Ялтинському гірсько-лісовому, «Мис Мартьян», Карадазькому, «Розточчя», «Медобори», в національних парках «Вижницькому», Яворівському, «Синевир» та «Подільські Товтри». Для збільшення популяції необхідна заборона на вирубку лісів, випасання худоби у лісі та збирання квітів.

## Систематика
Вид Cephalanthera kotschyana іноді розглядають як підвид булатки великоквіткової Cephalanthera damasonium subsp. kotschyana. В природі гібриди цієї рослини з іншими орхідеями невідомі, тому що в неї поширене самозапилення. Втім відомі садові гібриди цього виду з булаткою довголистою і червоною:
- Cephalanthera × schulzei (Cephalanthera damasonium × Cephalanthera longifolia)
- Cephalanthera × mayeri (Cephalanthera damasonium × Cephalanthera rubra)

## Синоніми
| - Cephalanthera acuminata Ledeb. - Cephalanthera alba (Crantz) Simonk. - Cephalanthera damasonium lusus ochroleuca (Baumg.) Soó - Cephalanthera grandiflora auct. non S.F.Gray - Cephalanthera lancifolia (F.W. Schmidt) Dumort. - Cephalanthera latifolia Janch. - Cephalanthera ochroleuca (Baumg.) Rchb. - Cephalanthera pallens Sw. - Cephalanthera yunnanensis Hand.-Mazz. - Cymbidium pallens Sw. - Epipactis alba Crantz | - Epipactis lancifolia F.W. Schmidt - Epipactis ochroleuca Baumg. - Serapias alba (Crantz) Salisb. - Serapias damasonium Mill. - Serapias grandiflora Oeder - Serapias lancifolia (F.W. Schmidt) Roth - Serapias latifolia Mill. - Serapias ochroleuca (Baumg.) Steud. - Serapias pallens (Sw.) S.B. Jundz. - Serapias tota-alba Gilib. |